# احزاب پرولتاریایی در ژاپن، ۱۹۳۲–۱۹۲۵
احزاب وابسته به طبقه کارگر در ژاپن، ۱۹۳۲–۱۹۲۵ (انگلیسی: Proletarian parties in Japan, 1925–1932) گروهی از احزاب سیاسی در ژاپن بودند. چندین حزب کارگری پس از تصویب قانون حق رأی‌گیری مردانه جهانی در سال ۱۹۲۵ راه‌اندازی شدند.